# Aleš Kersnik
Aleš Kersnik, slovenski tolkalist in skladatelj, * 28. april 1943, † september 2024.
Aleš Kersnik je tolkalist in skladatelj, ki je v svoji mladosti nastopal z različnimi ansambli, kasneje pa je kot skladatelj sodeloval na različnih glasbenih festivalih.

## Kariera
Po končani Srednji glasbeni šoli v Ljubljani se je nekaj časa izpopolnjeval na Inštitutu za jazz v Gradcu. Obenem je bil redno zaposlen v Simfoničnem orkestru RTV Ljubljana.
Sodeloval je v različnih jazz ansamblih in z njimi nastopal na jazzovskih festivalih v Ljubljani, v Zűrichu, na Dunaju in drugod po Evropi. Nastopal je s pop ansamblom Delial, ki je na začetku 70. let veljal za eno najboljših slovenskih in jugoslovanskih pop skupin. Njegovi skladbi "Zvon ljubezni" in "Riba in rak" v izvedbi ansambla Delial sta bili vsaka po več mesecev na vrhu slovenske lestvice popularnih skladb.
Že zelo zgodaj se je kot skladatelj uveljavil na jugoslovanskem festivalu zabavne glasbe v Opatiji (1965), kjer je - komaj dvaindvajsetleten - debitiral s skladbo "Zgodba ljubezni št. 9" (besedilo je napisala Elza Budau, v alternaciji sta jo zapela Majda Sepe in Arsen Dedić), ki je bila nagrajena.
Na Slovenski popevki je tekmoval prvič leta 1969, ko je Selanka Velentanlić zapela njegovo pesem na besedilo Elze Budau "Zlati vlak želja".
Naslednje leto je sodeloval s pesmijo "Ljubim te"; spet je besedilo napisala Elza Budau, njegova najpogostejša sodelavka, izvedli pa sta jo Tatjana Gros in Noëlle Cordier. Dobil je tretjo nagrado strokovne žirije. Potem so skladbo predvajale številne radijske postaje v Evropi in izven nje, instrumentalno pa jo je izvajal tudi veliki orkester RAI iz Rima.
Druga njegova pesem na tem festivalu je bila "Riba in rak"; zapela jo je skupina Delial.
Zelo dobro se je znašel v družbi velikih in že slavnih kolegov ter sodeloval že v tretje leta 1971 s "Pesmijo sreče"; tokrat je bila njegova izvajalka Sonja Gabršček.
Potem nekaj let ni tekmoval, 1974 pa je Berta Ambrož odlično zapela njegovo "Ša - ba - da".
Vmes je imel svoje skladbe tudi na drugih festivalih.
Na mednarodnem festivalu v Solingenu je Elda Viler predstavila dve njegovi pesmi, "Namesto uspavanke" in "Ko ljubezen umre"; prejel je nagrado Zlata nota. Ponovno je sodeloavl na festivalu v Opatiji leta 1975 s pesmijo "Rdeče lastovke".
Na Veseli jeseni je imel največji uspeh leta 1978, ko je dobil Zlatega klopotca za "Kraševca" v izvedbi Alenke Pinterič.
Elda Viler je na svojo zgoščenko Tako da me ni uvrstila dve njegovi pesmi, za kateri je besedilo napisala seveda Elza Budau: "Srečna sem" in "Tisti dan".
Elza Budau pa je na svojo zgoščenko (Na pragu let) izbrala tudi Kersnikove "Zgodba ljubezni št. 9", "Ko ljubezen umre" in "Zimska noč".
V naslednjih letih se je posvetil predvsem pisanju skladb za otroške radijske igre in scenski glasbi za radio, televizijo in gledališče, predvsem pa šansonom; na festivalu Slovenski šanson 2005 je Meta Vranič zapela njegov šanson "Umrl je milijonar".